# Hèctor Hernández Vicens
Hèctor Hernández Vicens (* 2. Oktober 1975 in Palma) ist ein spanischer Filmregisseur und Drehbuchautor.

## Leben
Hèctor Hernández Vicens studierte Katalanistik. Anschließend machte er sich zunächst als Romanautor einen Namen, bevor er als Drehbuchautor für das spanische Fernsehen unter anderem die Kindersendung Los Lunnis für den Fernsehsender La 2 betreute. Zu seinen weiteren Arbeiten gehört die Telenovela El cor de la ciutat für TV3 und die Fernsehserie Kubala, Moreno i Manchón, ebenfalls für TV3.
2016 erschien sein Debütfilm als Regisseur: das düstere Horrordrama Die Leiche der Anna Fritz, das sich unter anderem mit dem Thema Nekrophilie beschäftigt und im Stile eines Kammerspiels verfilmt wurde.
2018 wurde er dann als Regisseur für das Zombie 2-Remake Day of the Dead: Bloodline verpflichtet.

## Werke
- Allunyeu-vos dels professors. Palma de Mallorca: Moll 1994.
- Odi. Palma de Mallorca: Moll 1995
- Qui s'apunta a matar la meva mare. Barcelona Ed. 62 1997.

## Filmografie
Als Regisseur
- 2015: Die Leiche der Anna Fritz (El cadáver de Anna Fritz)
- 2018: Day of the Dead: Bloodline

Als Drehbuchautor
- 2001–2002: El cor de la ciutat (Telenovela)
- 2003–2007: Los Lunnis (Fernsehserie)
- 2003: Pets-and-pets.com (Fernsehserie)
- 2004: En Nochebuena con los Lunnis y sus amigos (Fernsehfilm)
- 2004: Los Lunnis en la tierra de los cuentos
- 2005: Suite de nit (Fernsehfilm)
- 2007: Pol & Cia (Fernsehserie)
- 2007: Pacient 33 (Fernsehfilm)
- 2012: Fènix 11·23
- 2012–2014: Kubala, Moreno i Manchón (Fernsehserie)
- 2014: 39+1 (Fernsehserie)